# Teresita Luna
Mirtha María Teresita Luna (Ciudad de Mendoza, 19 de febrero de 1964) es una profesora y política argentina del Partido Justicialista. Se desempeñó como vicegobernadora de la provincia de La Rioja entre 2007 y 2011, y como senadora nacional por la misma provincia de 2011 a 2017.

## Biografía
Nacida en la Ciudad de Mendoza en 1967, se trasladó a la provincia de La Rioja. Parte de su infancia y adolescencia la transcurrió en la localidad de Chamical. Estudió profesorado en letras en el Instituto Superior de Formación Docente Albino Sánchez Barros de la ciudad de La Rioja.
Miembro del Partido Justicialista (PJ) desde 1983, entre 2007 y 2014 se desempeñó como secretaria de la Mujer del Consejo Nacional del partido, y entre 2008 y 2012 fue secretaria nacional del PJ.

#### Subsecretaria de Desarrollo Humano y Familia (2002-2005) y Diputada Provincial (2005-2007)
En 2002 fue designada subsecretaria de Desarrollo Humano y Familia del gobierno de La Rioja, y en 2005 asumió como diputada provincial por el Departamento Capital.

#### Vicegobernadora de La Rioja (2007-2011).
En las elecciones provinciales de 2007 fue elegida vicegobernadora de la provincia, acompañando a Luis Beder Herrera, obteniendo más del 42 % de los votos.

#### Senadora Nacional (2011-2017) y candidata a Vicegobernadora 2019.
En diciembre de 2011 asumió como senadora nacional por La Rioja por la banca de la minoría, con mandato hasta 2017. Integró el bloque PJ-Frente para la Victoria y presidió la comisión de Turismo.
En 2016 se incorporó al Movimiento Evita. En las elecciones legislativas de 2017 se postuló por fuera del Partido Justicialista para intentar renovar su mandato en el Senado, encabezando la lista del Movimiento Norte Grande, una fuerza provincial. En las elecciones primarias de agosto obtuvo un 7 % de los votos. Unos días antes de las elecciones generales de octubre anunció que no participaría, denunciando «presiones» del PJ provincial.
En las elecciones provinciales de 2019 se postuló como candidata a vicegobernadora, acompañando al radical Julio Martínez. Integraron la lista de Juntos por La Rioja, denominación que tomó a nivel provincial la alianza de Juntos por el Cambio que apoyaba a Mauricio Macri a nivel nacional. La fórmula Martínez-Luna quedó en segundo lugar con cerca del 31 % de los votos, ganando la lista del Frente de Todos, encabezada por Ricardo Quintela.

#### Secretaria de Gobierno de la ciudad de La Rioja (2019-2021)
En diciembre de 2019, la intendenta de la ciudad de La Rioja, Olga Inés Brizuela y Doria la designó Secretaria de Gobierno de la municipalidad capitalina.

#### Diputada Provincial (2021-actualidad)
En las elecciones provinciales de La Rioja 2021 fue electa diputada provincial para el periodo 2021-2025.